# Liebitz
Liebitz es una isla alemana que se encuentra en la laguna de Kubitzer Bodden a unos 700 metros al oeste de la isla más grande de Alemania, Rügen, en el estado de Mecklemburgo-Pomerania Occidental. Pertenece al municipio de Dreschvitz.
La isla es de 1000 × 700 metros de diámetro y tiene una superficie aproximada de 64 hectáreas. En el oeste de su territorio la isla es baja, con sólo unos cuantos metros de altura, que representa el núcleo del Pleistoceno de la isla, que es cada vez más erosionada por el agua. En el este hay prados planos de sal.